# Venancio López de Ceballos y Aguirre

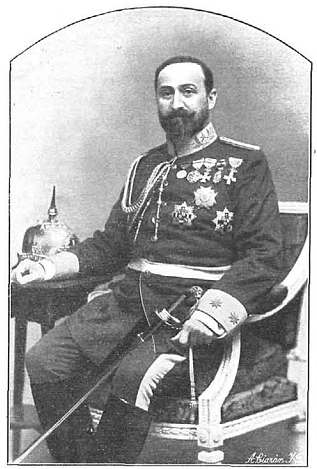
Venancio López de Ceballos, retratado por Kaulak.

Venancio López de Ceballos y Aguirre (Peñacastillo, Santander, Cantabria, 1856 - 1917), III conde de Campo-Giro, fue un militar e inventor español.
Venancio López de Ceballos y Aguirre fue teniente coronel de caballería e inventor. En 1905 desarrolló la pistola que lleva el nombre de su condado y que popularizó la empresa vasca Astra, Unceta y Cía, ubicada en la localidad vizcaína de Guernica. Desde 1912 hasta 1921 fue la pistola reglamentaria del ejército español. Fue el III conde de Campo-Giro, este nombre proviene de una zona aledaña a la ciudad de Santander.

## Biografía

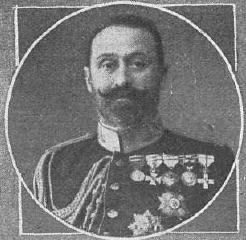
Venancio López de Ceballos y Aguirre.

Venancio López de Ceballos nació el 1 de agosto de 1856 en la población cántabra de Peñacastillo. Fue segundo de tres hermanos, Antonia la menor y Juan, el mayor, que también fue militar y llegó a general de caballería.
Comenzó la carrera militar en la Escuela Naval de San Fernando de Cádiz y el 30 de julio de 1876, sin haber cumplido aún los 20 años de edad, entró en la academia de Caballería de Valladolid donde se gradúa con el grado de alférez, y es primero de su promoción, el 10 de julio de 1879.
Se gradúa como teniente en Escuela de Estado Mayor del Ejército en julio de 1885 donde había ingresado el 1 de septiembre de 1881. El 15 de abril de 1893 se ascendido a capitán. Ese año se le destina a África donde participa en enfrentamientos armados.
Se casó con Carolina de Ulloa y Calderón Ortega-Montañés y Vasco de cuyo matrimonio tuvoseis hijos: Eduardo López de Ceballos y Ulloa, Carmen López de Ceballos y Ulloa, Gonzalo López de Ceballos y Ulloa, conde de Peñacastillo, Venancio López de Ceballos y de Ulloa, Fernando López de Ceballos y de Ulloa y María López de Ceballos y Ulloa.

El 13 de febrero de 1897 es ascendido a comandante y pide destino a Cuba donde llega el 6 de marzo de 1898 después de 11 días de viaje desde La Coruña. En Cuba se hacer cargo de la jefatura del Estado Mayor de la Brigada de Matanzas llegando a ser jefe de Estado Mayor de la Tercera División del Cuerpo de Occidente. Por su comportamiento en el bombardeo de la plaza de Matanzas se le otorga la Cruz de segunda clase al Mérito Militar con distintivo rojo, también es condecorado por las operaciones efectuadas en Cuba desde el 27 de abril hasta el 16 de agosto de 1898.
Es nombrado diputado a Cortes por la provincia de Cáceres puesto que abandona en 1899. A comienzos del siglo XX viaja a Francia e Italia. Permanece varios años como excedente y supernumerario sin sueldo siendo nombrado ayudante de campo del Capitán General Fernando Primo de Rivera. En 1909 se ascendido a teniente coronel del Estado Mayor.
En 1904 fabríca los primeros prototipos de la "Pistola Campo Giro" en la Fábrica de Armas Portátiles de Oviedo, luego perfecciona el modelo hasta que logra que el 24 de septiembre de 1912 sea declarada como reglamentaria. En 1917, después de la evaluación realizada por el capitán Luís Stuyck el nuevo Modelo 1913-1916 sustituye oficialmente al anterior.
El 22 de mayo de 1917 sufre un accidente en la Casa de Campo de Madrid que le produce la muerte, un desvanecimiento que hace que su caballo se desboque cayendo del mismo fracturándose la base del cráneo. Fue enterrado en la Sacramental de San Isidro de Madrid. Un año después, el 4 de julio de 1918, el rey Alfonso XIII le concedió su hijo Gonzalo el título de Conde de Peña Castillo, en memoria y reconocimiento a los servicios prestados por su padre.

## La pistola Campo-Giro

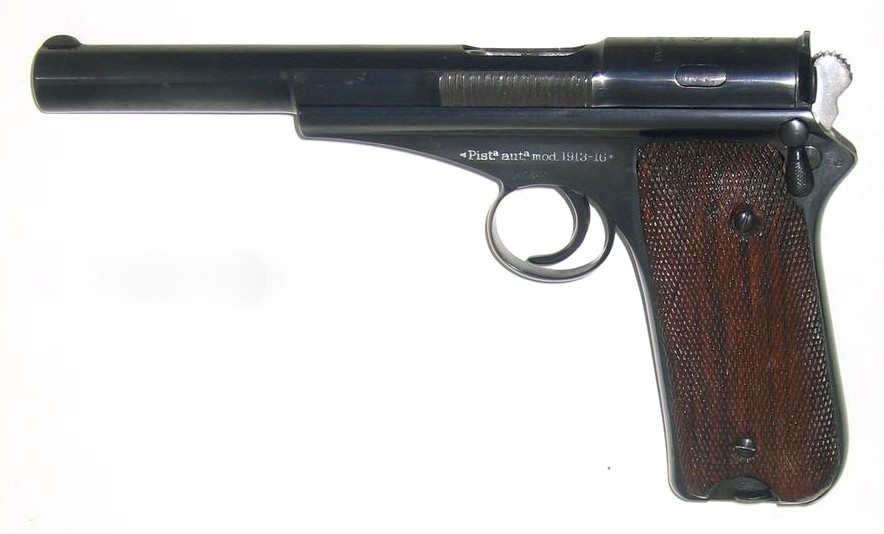
Pistola Campo Giro.

En 1904 Venancio López de Ceballos realiza en la Fábrica de Armas Portátiles de Oviedo el primer prototipo de una pistola en la que estaba trabajando. Aun cuando Vanancio López de Ceballos no
tenía estudios de ingeniería desarrolló una ardua labor en la que tuvo que emplear conocimientos de materiales y similares.
Del primer prototipo se hicieron tres variantes que se distinguían por modificaciones en el martillo percutor y en la forma del armazón de la empuñadura, todas ellas cubiertas por la patente
Nº 34.798 de 1904. Se pensó en fabricar el arma en los calibres 7,65 mm, 9 mm Corto, 9 mm Largo Bergmann y .45. Se presentó el 25 de enero de 1905.
Venancio López de Cerballo realizó varias patentes más, así en 1911 patenta de una carabina de autocarga. En 1912 obtuvo un diseño registrado de una pistola y en noviembre de ese año presentó otra patente para una pistola Sistema Campo-Giro con amortiguador del choque en el Retroceso, párrafo calibres 11,25 ángeles, 9mm largo, 9mm corto y 7,65 mm ("Un sistema de pistola Campo-Giro con un choque amortiguador de retroceso en calibre 11,25 , 9mm largo, 9mm Kurz y 7,65 mm ").
El 30 de junio de 1912 una comisión del ejército da buenos informes del arma y el 24 de septiembre de ese mismo año un Real Decreto la designa pistola oficial de las fuerzas armadas españolas. El 4 de enero de 1914 otro Real Decreto especifica que la pistola reglamentaria es la "pistola Campo-Giro, de 9 mm., Modelo 1913" con la namePist ª ª Aut. mod.1913. Fue la pistola reglamentaria hasta 1921. Aun así fue escasa su producción hasta 1916. En 1917 se declara reglamentaria en modelo perfeccionado Modelo 1913-16, se habían introducido una serie de modificaciones que propuso el ejército. Esta pistola daría paso, en 1921, a la Astra 400 denominada popularmente "puro" por la forma cilíndrica de su cañón.
En 1913 Venancio López de Ceballos acuerda con Juan Esperanza y Pedro Unceta la fabricación del arma en su factoría recién trasladada a la localidad vizcaína de Guernica y Luno. Esperanza y Unceta se hacen con todos los derechos sobre la pistola a la muerte de su diseñador. De esta pistola se fabricaron más de 13.000 ejemplares.

### Modelo 1913
Basándose en el sistema de retroceso de masas (Blow-Back) Venancio López de Cerballos diseña un sistema un tanto complejo. Esta semiautomática tiene el cañón fijo y resorte interno se sitúa alrededor del cañón utilizándolo como guía. El sistema no requiere el acerrojamiento y la recámara comienza su apertura inmediatamente después de producirse el disparo. Un pequeño muelle situado bajo el cañón retrasa un poco la apertura de la recámara. Las ranuras de asimiento de la corredera están encima del guardamonte. El cañón tiene la anima rayada y el cargador puede alojar hasta 8 cartuchos de 9mmm.

### Modelo 1916
Venancio López de Ceballos introduce una serie de mejoras, algunas de ellas propuestas por el propio ejército, en el modelo 1913. Principalmente se mejora la distribución de las piezas del mecanismo y se introduce un amortiguador de retroceso mediante un pequeño muelle debajo del cañón que hacía más cómodo su uso y disminuía la fatiga del armazón. También se traslada del retén del cargador y se introduce un tornillo adicional en la empuñadura.

#### Características
- Tipo de arma: Arma corta reglamentaria. Pistola automática.
- Autor Fabricante: Fabricada por Esperanza y Unceta, de Guernica. La patente de esta arma pertenece a Venancio López de Ceballos y Aguirre, III Conde de Campo Giro.
- Tipo de Acción: Cierre por masa de inercia.
- Anima: Rayada 6 dextrorsum.
- Calibre: 9mm. Largo.
- Tipo de proyectil: Ojival.
- Cartucho: Metálico.
- Capacidad: 8 cartuchos.
- Velocidad s/proyectil: 360 m/s.
- Longitud: 225 mm. - 240 mm.
- Longitud del Cañón: 165 mm. - 170 mm.
- Peso: 1000 g. - 1.100g.

Sus características son:
| Calibre | Cañón  | Munición   | Cargador    | Alcance efectivo | Alcance máximo | Presión de la cámara inferior | Energía boca | Velocidad inicial |
| 9 mm    | 140 mm | 9 mm Largo | 8 cartuchos | 50 m             | 2.000 m        | 2500 Kp/cm²                   | KPM 53       | 355 m / s         |